# レイハン
レイハン（トルコ語：Reyhan、ブルガリア語：Рейхан、1986年7月23日 - 2005年8月25日）はブルガリア出身のポップ・フォーク歌手。ロマ人（ジプシー）、トルコ語で歌っていた。
2005年8月25日に自動車事故により死去。19歳であった。

## 音楽
ジプシー出身ということもあって、ブルガリアのポップ・フォーク歌手の中でもロマ音楽の色彩の強い曲が多い。オルケスタル・クリスタルというジプシー・バンドとよく共演し、サクソフォンやクラリネット、ダラブッカなどが鳴り響く中、トルコ語（ブルガリアのジプシーにはトルコ語を母語とする者もいる）で伸びやかに歌うオリエンタル風味のレイハンの曲は、とてもエキゾティックに聴こえる。

## アルバム
- Biz İkimiz Esmeriz
- Biz Şekeriz
- Inan Sevgılım
- Kaderım
- Orient Kupon
- Orkestar Kristal Reıhan
- Tatlı Kız